# Hollingstedt (Dithmarschen)
Hollingstedt er en by og kommune i det nordlige Tyskland, beliggende i Amt Kirchspielslandgemeinden Eider i den nordlige del af Kreis Dithmarschen. Kreis Dithmarschen ligger i den sydvestlige del af delstaten Slesvig-Holsten.

## Geografi
Kommunen er beliggende ved gestranden af Eider-Treene-Niederung.

### Nabokommuner
Nabokommuner er (med uret fra nord) kommunerne Bergewöhrden (i Kreis Dithmarschen), Süderstapel (i Kreis Slesvig-Flensborg), Delve, Glüsing og Hennstedt (alle i Kreis Dithmarschen).